# Serguéi Guriev

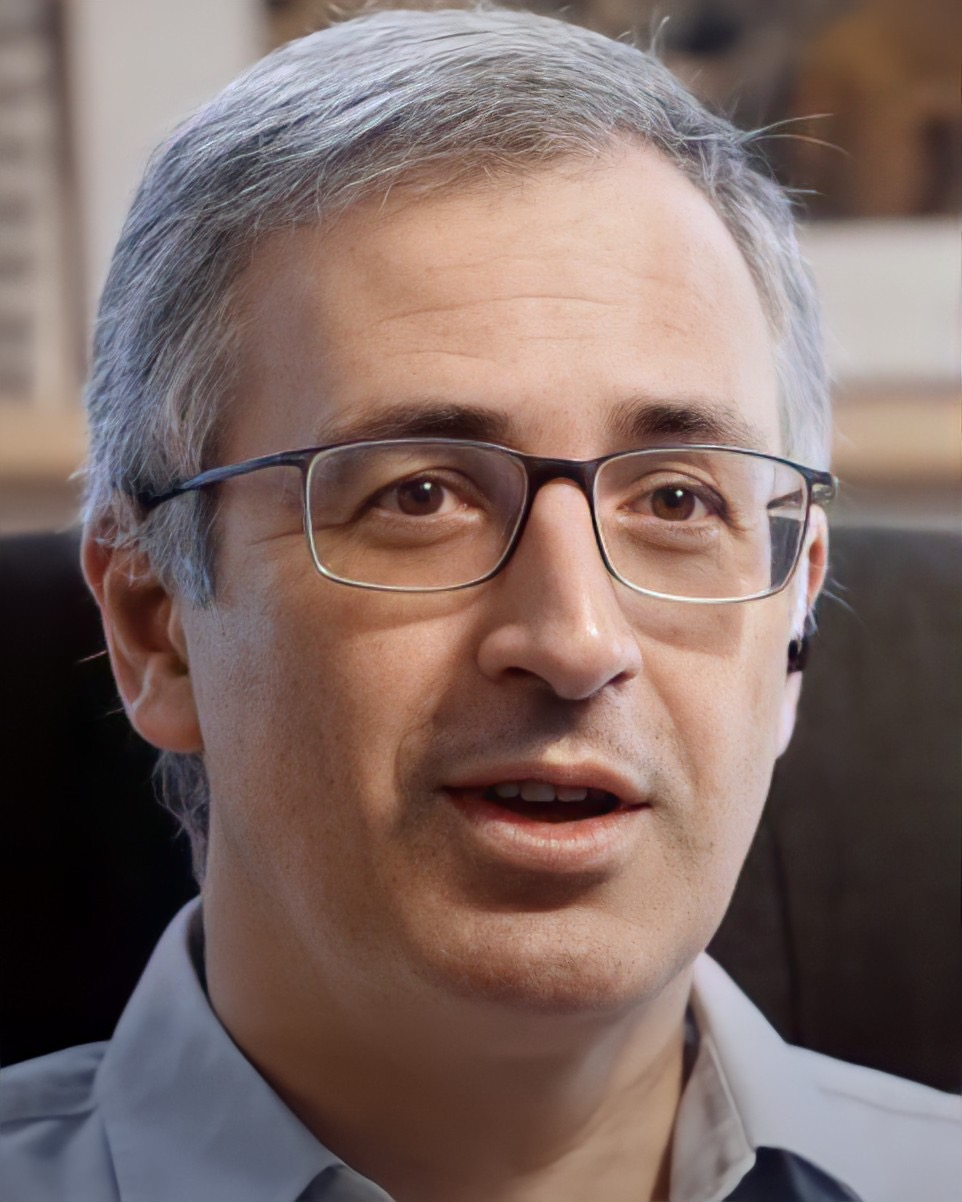
Serguéi Guríev en 2021.

Serguéi Marátovich Guríev (en ruso: Серге́й Мара́тович Гури́ев; en osetio: Гуыриаты Мараты фырт Сергей; romanizado: Gwyriaty Maraty fyrt Sergej), nacido en Vladikavkaz, RASS de Osetia del Norte, RSFS de Rusia, Unión Soviética el 21 de octubre de 1971, es un economista, decano y profesor de Economía en la London Business School, antes de lo cual fue rector del Instituto de Estudios Políticos de París (Sciences Po).
De 1988 a 1993, se formó en el Instituto de Física y Tecnología de Moscú graduándose con mención sobresaliente cum laude. En 1994, defendió el título de candidato de ciencias físico-matemáticas. En los años 1997-1998, disfrutó de una beca para una estancia de investigación en el Instituto de Tecnología de Massachusetts (MIT). En 2001, defendió el título de dóktor nauk en ciencias económicas.
De 2016 a 2019, fue economista jefe del Banco Europeo de Reconstrucción y Desarrollo. Guríev fue rector de la New Economic School (NES) de Moscú desde 2004 hasta que dimitió el 30 de abril de 2013 y se trasladó a Francia. En enero de 2024, se anunció que sería el nuevo decano de la London Business School, en sustitución de François Ortalo-Magné.
Su ámbito de investigación incluye la economía política, la economía laboral, la economía del desarrollo y la teoría del contrato (Contract theory).
Guríev abandonó Rusia el 30 de abril de 2013 tras un «interrogatorio aterrador y humillante» en el que los investigadores del gobierno registraron su despacho y consiguieron cinco años de sus correos electrónicos debido a sus actividades en un panel de expertos legales y económicos que evaluaron críticamente la posición rusa en el segundo caso Yukos. En 2015, Vladímir Putin negó que la marcha de Guríev «pudiera haber estado relacionada con alguna actividad de las autoridades».
En 2022, junto con el politólogo británico-estadounidense Daniel Treisman, publicó Spin Dictators: The Changing Face of Tyranny in the 21st Century (Princeton University Press, 2022). El libro, que se basa en varios artículos de revistas, explora cómo los gobiernos autoritarios fueron cambiando en las décadas anteriores. Menos dictadores utilizaban una represión violenta abierta para intimidar al público y más, en cambio, simulaban democracia y manipulaban a los medios de comunicación para persuadir a los ciudadanos de que eran líderes eficaces y benévolos.
Los autores caracterizan esto como un cambio en el equilibrio global que se aleja de la «dictadura del miedo» (fear dictatorship) para transformarse en «dictadura de la manipulación» (spin dictatorship,). El libro ha ganado varios premios y ha sido traducido a 13 idiomas, incluidos francés, ruso, japonés y español. La edición en español se titula Los nuevos dictadores. El rostro cambiante de la tiranía en el siglo XXI.